# Fernelia
Fernelia es un género con cuatro especies de plantas con flores perteneciente a la familia Rubiaceae.
Es nativo de las islas mascareñas.

## Especies
- Fernelia buxifolia
- Fernelia decipiens
- Fernelia ovata
- Fernelia pedunculata